# Flor d'aranya

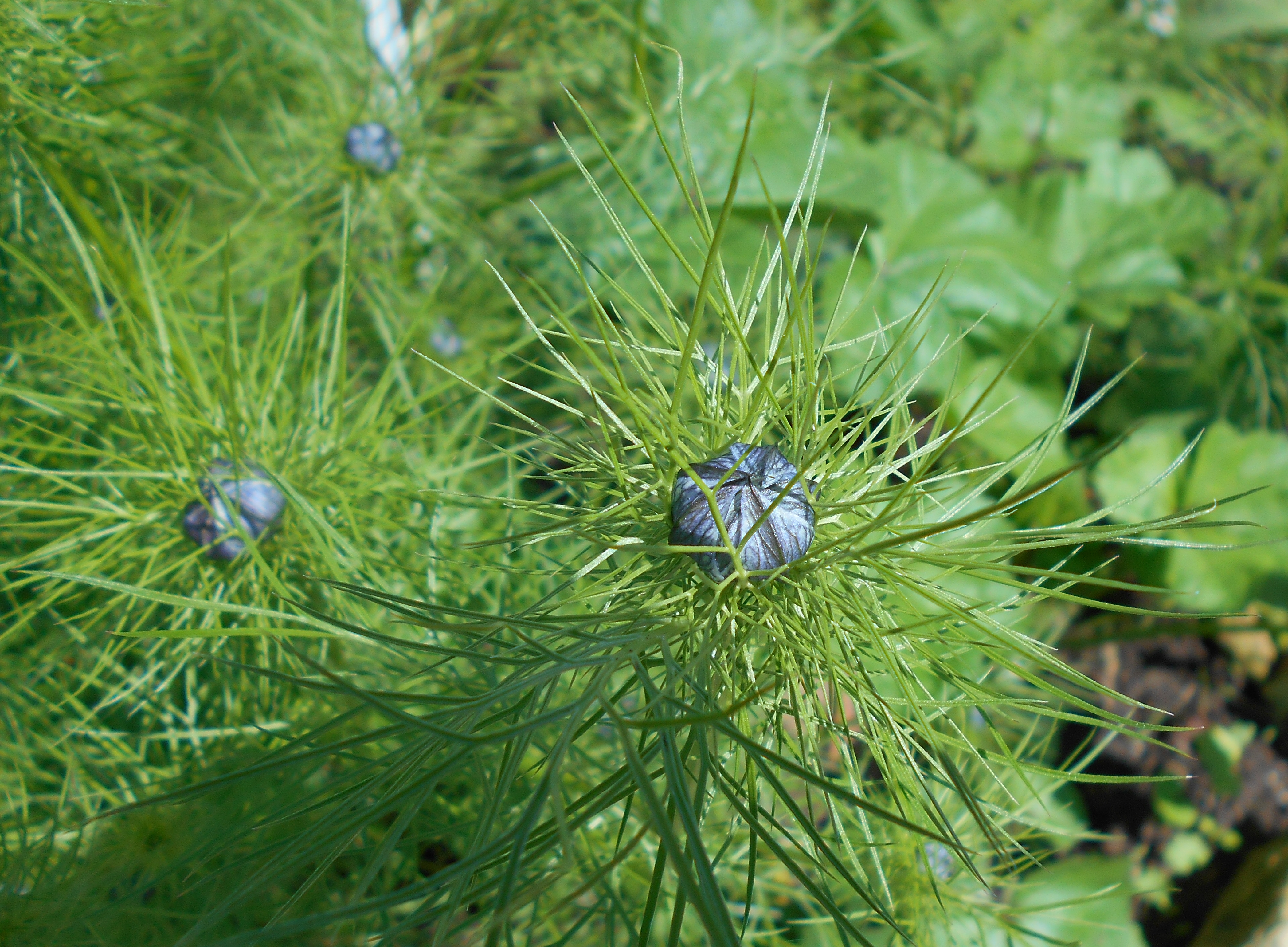

Càpsula de la flor d'aranya

La flor d'aranya (Nigella damascena) és una planta que pertany a la família de les ranunculàcies (Ranunculaceae). Sovint també se la coneix amb el nom niella, que també és el nom comú de l'Agrostemma githago, amb la qual no s'ha de confondre. En altres indrets de parla catalana també se l'anomena aranyola.

## Distribució
És nadiua del sud d'Europa, i prou comuna a Andalusia. Es pot trobar, ans que més rarament, als països del nord d'Europa, a l'Àfrica del Nord i al sud-oest d'Àsia.
La flor d'aranya es cultiva com a planta ornamental, tot i que es troba en estat asilvestrat en alguns llocs del Principat.
També es cultiva als jardins de l'Amèrica del Nord. Creix silvestre en els sembrats i els llocs negats.

## Descripció
La flor d'aranya és una planta herbàcia anual erecta, pilosa i sedosa de 10 a 50 cm d'alçada. La tija és erecta, glabra, verda i poc ramificada. Forma una arrel prima i axonomorfa. Les fulles són estretament lanceolades.
Les flors són solitàries amb les dents del calze més llargues que la corol·la, normalment purpúria. Les flors poden ser de color blanc, rosat, blau i violat clar. Es cultiva per a la decoració o guarniments florals, amb colors molt variats i impressionants.
El fruit és en càpsula i les llavors són tòxiques.

## Noms
Entre els noms vulgars d'aquesta planta cal mencionar niella, estel, estel-mare, estrella de camp, estrelleta de camp, lluenta, llanterna, barbes d'ermità, unflabou, niella lluent i herba de capseta.
En anglès es coneix amb els noms de love in the mist ('amor en la boira') i devil in the bush ('dimoni en el bosc').

## Sinònims
- Nigella taurica Steven [1856]
- Nigella damascena var. coarctata W.T.Aiton [1811]
- Nigella damascena subsp. minor (Boiss.) A.Terracc. [1897]
- Nigella bourgaei Jord. [1852]
- Melanthium damascenum (L.) Medik. [1789]
- Nigella multifida Gaterau [1789]
- Nigella involucrata Moench [1794]
- Nigella elegans Salisb. [1796]
- Nigella caerulea Lam. [1779]
- Erobatos damascenum (L.) Spach[7]
- Nigella arvensis var. minor Boiss.
- Nigella arvensis var. oligogyna Caball.
- Nigella bourgaei Jord.[8]